# Геттнер, Герман
Ге́рман Юлий Теодор Ге́ттнер (нем. Hermann Julius Theodor Hettner; 12 марта 1821 — 29 мая 1882) — немецкий историк литературы, искусствовед. Основным его трудом считается шеститомная «История всеобщей литературы XVIII века».
Один из ближайших учеников философа Л. Фейербаха, в отличие от идеалистов выдвинувшего принцип позитивистического понимания исторических фактов. Геттнер положил этот принцип в основу объяснения культурно-исторических явлений из области науки, искусства и литературы, в своих работах вёл борьбу за новую методологическую концепцию.

## Биография
Родился в Лайзерсдорфе (польский Унеевице), недалеко от Гольдберга (Злоторыя).
В университетах Берлина, Галле и Гейдельберга он сосредоточился на изучении философии., но в 1843 году обратил своё внимание на эстетику, искусство и литературу . Чтобы продвинуться в этих исследованиях, много путешествовал по Греции, Франции и Англии.
С 1844 по 1847 годы жил в Италии и, вернувшись, опубликовал « Vorschule zur bildenden Kunst der Alten» (1848) и эссе на тему «Неаполитанская жизнь Малершулена».
В 1847 году становится приват-доцентом по эстетике и истории искусства в Гейдельберге, где он знакомится выдающимися деятелями: философом Людвигом Фейербахом, голландским учёным Якобом Молешоттом и швейцарским поэтом Готфридом Келлером.
В 1851 году После публикации своего тома « Die romantische Schule» в «Ihrem Zusammenhang mit Goethe und Schiller» (1850) Хеттнер принял приглашение Йенского университета, где читал лекции по истории искусства и литературы. Там он выпустил книгу «Современная драма» (1852). Эта работа, которая была оформлена по переписке с Келлером, оказала большое влияние на главного норвежского драматурга 19-го века Хенрика Ибсена.
В 1855 году Геттнер был назначен директором Королевской античной коллекции и Музея гипсовых фигур в Дрездене, в то же время стал профессором истории изящных искусств в Дрезденской академии художеств. Впоследствии он принял на себя обязанности директора Исторического музея и профессора в Политехникуме. Эти должности совмещал вплоть до смерти в 1882 году.

### Семья
Находясь в Гейдельберге, Герман Геттнер женился на Мари фон Стокмар, дочери государственного деятеля Кристиана Фридриха фон Стокмара . От этого брака родились: немецкий математик Георг Геттнер, археолог Феликс Геттнер, географ Альфред Геттнер и художник Отто Геттнер.

## История литературы XVIII века
Ещё до отъезда из Йены он напечатал первую часть своего главного обширного сочинения: «История литературы XVIII века», оконченного им в 1870 году.
Это одно из талантливейших сочинений по истории литературы. Труд строится на исторической точке зрения и решающее значение придаётся условиям эпохи, при которой развивается литературная деятельность того или другого писателя.
Главная работа Германа Геттнера — его «История литературы XVIII века» (нем. Literaturgeschichte des achtzehnten Jahrhunderts) состоит из трёх частях, посвящённых английской, французской и немецкой литературе. Издавалась в 1856—1870 годами. Серию считали «всеобъемлющей и дискриминационной». Эта работа является одной из самых уважаемых в Германии по истории немецкой литературы XVIII века.
Работы Геттнера были популярны не в одной лишь Германии, но и во Франции, и в Англии.
В России появились только его классические «Итальянские этюды», «История всеобщей литературы XVIII века». Однако Геттнер не прошёл бесследно для русских историков литературы. Заметно сильное влияние его работ на А. Пыпина, автора «Историй русской литературы» и переводчика работ Геттнера. Кроме того, труды Геттнера подготовил в России путь другому иностранному учёному — Тэну, автору «Истории английской литературы».
Труды Геттнера и Тэна стали тем литературным наследством, при учёте которого в России сложилась позитивистская литературная методология, носителями её явились русские учёные от Пыпина до Овсянико-Куликовского включительно.